# Wereldkampioenschappen synchroonzwemmen 2011 – Duet vrije routine
Het Wereldkampioenschap synchroonzwemmen 2011 vrije routine voor duetten vond plaats op 19 juli (voorronde) en 22 juli 2011 (finale) in Shanghai, China. De voorronde vond plaats op 19 juli, de beste 12 duetten kwalificeerden zich voor de finale die drie dagen later plaatsvond. Titelverdedigsters waren de Russinnen Natalja Isjtsjenko en Svetlana Romasjina.

## Uitslagen

### Voorronde
De aanduiding Q betekent "gekwalificeerd voor de finale".
| Rang | Namen                                         | Land                | Score  | Bijz. |
| ---- | --------------------------------------------- | ------------------- | ------ | ----- |
| 1    | Natalja Isjtsjenko Svetlana Romasjina         | Rusland             | 98,490 | Q     |
| 2    | Jiang Tingting Jiang Wenwen                   | China               | 96,770 | Q     |
| 3    | Ona Carbonell Andrea Fuentes                  | Spanje              | 96,020 | Q     |
| 4    | Elise Marcotte Marie-Pier Boudreau Gagnon     | Canada              | 94,100 | Q     |
| 5    | Yukiko Inui Chisa Kobayashi                   | Japan               | 92,720 | Q     |
| 6    | Darja Joesko Ksenia Sydorenko                 | Oekraïne            | 92,100 | Q     |
| 7    | Giulia Lapi Mariangela Perrupato              | Italië              | 90,860 | Q     |
| 8    | Sara Labrousse Maite Mejean                   | Frankrijk           | 88,740 | Q     |
| 9    | Olivia Allison Jenna Randall                  | Verenigd Koninkrijk | 88,520 | Q     |
| 10   | Mary Killman Lyssa Wallace                    | Verenigde Staten    | 87,970 | Q     |
| 11   | Evangeli Platanioti Despoina Solomou          | Griekenland         | 87,800 | Q     |
| 12   | Nayara Figueira Lara Teixeira                 | Brazilië            | 86,520 | Q     |
| 13   | Soňa Bernardová Alžběta Dufková               | Tsjechië            | 86,480 |       |
| 14   | Jang Hyang-mi Wang Ok-Gyong                   | Noord-Korea         | 86,450 |       |
| 15   | Park Hyun-na Park Hyun-sun                    | Zuid-Korea          | 85,600 |       |
| 16   | Elisabeth Sneeuw Nicolien Wellen              | Nederland           | 85,570 |       |
| 17   | Anna Koelkina Aigerim Zhexembinova            | Kazachstan          | 85,490 |       |
| 18   | Anastasia Gloushkov Inna Yoffe                | Israël              | 84,840 |       |
| 19   | Pamela Fischer Anja Nyffeler                  | Zwitserland         | 83,060 |       |
| 20   | Nadine Brandl Livia Lang                      | Oostenrijk          | 82,680 |       |
| 21   | Evelyn Guajardo Isabel Delgado                | Mexico              | 82,130 |       |
| 22   | Etel Sánchez Sofia Sánchez                    | Argentinië          | 80,110 |       |
| 23   | Nastassia Mechanikava Darja Navaselskaja      | Wit-Rusland         | 79,950 |       |
| 24   | Eszter Czékus Szofi Kiss                      | Hongarije           | 79,690 |       |
| 25   | Monica Arango Jennifer Cerquera               | Colombia            | 77,900 |       |
| 26   | Eloise Amberger Sarah Bombell                 | Australië           | 76,690 |       |
| 27   | Wiebke Jeske Edith Zeppenfeld                 | Duitsland           | 76,680 |       |
| 28   | Iglika Goleminova Kalina Yordanova            | Bulgarije           | 76,650 |       |
| 29   | Dasa Baloghova Jana Labathova                 | Slowakije           | 76,240 |       |
| 30   | Dalia Mohamed Elgebaly Reem Wail Abdalazem    | Egypte              | 76,040 |       |
| 31   | Anastasiya Ruzmetova Anastasiya Zdraykovakaya | Oezbekistan         | 75,060 |       |
| 32   | Cristina Nicolini Elena Tini                  | San Marino          | 73,640 |       |
| 33   | Katrina Ann Hui Chuen Png                     | Maleisië            | 73,490 |       |
| 34   | Caitlin Anderson Kirstin Anderson             | Nieuw-Zeeland       | 72,630 |       |
| 35   | Rosamaria Avila Fredmary Zambrano             | Venezuela           | 70,550 |       |
| 36   | Lianne Caraballo Darlys Rodriguez             | Cuba                | 70,330 |       |
| 37   | Melis Öner Tuğçe Tanış                        | Turkije             | 69,420 |       |
| 38   | Stephanie Chen Hui Yu Yap                     | Singapore           | 68,790 |       |
| 39   | Arthittaya Kittithanatphum Nantaya Polsen     | Thailand            | 66,560 |       |
| 40   | Kou Chin Lo Wai Lan                           | Macau               | 65,910 |       |
| 41   | Megawati Suyanto Samara Talia Pattiasina      | Indonesië           | 65,000 |       |
| 42   | Emma Manners-Wood Nicola David                | Zuid-Afrika         | 63,900 |       |
| 43   | Nadezhda Gómez Violeta Mitinian               | Costa Rica          | 63,750 |       |

### Finale
| Rang   | Namen                                     | Land                | Score  |
| ------ | ----------------------------------------- | ------------------- | ------ |
| Goud   | Natalja Isjtsjenko Svetlana Romasjina     | Rusland             | 98,410 |
| Zilver | Jiang Tingting Jiang Wenwen               | China               | 96,810 |
| Brons  | Ona Carbonell Andrea Fuentes              | Spanje              | 96,500 |
| 4      | Elise Marcotte Marie-Pier Boudreau Gagnon | Canada              | 94,950 |
| 5      | Yukiko Inui Chisa Kobayashi               | Japan               | 92,710 |
| 6      | Darja Joesko Ksenia Sydorenko             | Oekraïne            | 91,580 |
| 7      | Giulia Lapi Mariangela Perrupato          | Italië              | 89,800 |
| 8      | Olivia Allison Jenna Randall              | Verenigd Koninkrijk | 88,460 |
| 9      | Sara Labrousse Maite Mejean               | Frankrijk           | 88,100 |
| 10     | Evangeli Platanioti Despoina Solomou      | Griekenland         | 86,950 |
| 11     | Mary Killman Lyssa Wallace                | Verenigde Staten    | 86,190 |
| 12     | Nayara Figueira Lara Teixeira             | Brazilië            | 85,770 |